# Misericordia Domini
Misericordia Domini is de tweede zondag na Pasen of derde paaszondag in de Romeinse ritus van de Rooms-Katholieke Kerk.
De aanduiding "Misericordia Domini" verwijst naar de incipit ("Misericórdia Dómini") van de introïtus, die aan de liturgie van die dag is toegewezen.
De Latijnse tekst luidt als volgt :
"Misericórdia Dómini plena est terra, allelúia:
verbo Dómini caeli firmáti sunt, allelúia, allelúia.
Exsultáte, iusti, in Dómino: rectos decet collaudátio."
De tekst is gebaseerd op de verzen 1, 5 en 6 uit Psalm 33.
Soms wordt deze zondag Goede Herder zondag genoemd, omdat men op die dag de tekst uit het Evangelie volgens Johannes, Johannes 10:11-16, voorleest. 